# Verrucosa brachiscapa
Verrucosa brachiscapa Lise, Kesster & Silva, 2015 è un ragno appartenente alla famiglia Araneidae.

## Etimologia
Il nome della specie deriva dal greco βραχύς, cioè brachys, che significa di ridotte dimensioni, corto e scapo, la parte terminale dell'epigino femminile; ad indicarne appunto le piccole dimensioni.

## Caratteristiche
L'olotipo maschile rinvenuto ha lunghezza totale è di 8,20mm; la lunghezza del cefalotorace è di 2,25mm; e la larghezza è di 3,00mm.

## Distribuzione
La specie è stata reperita in Ecuador centrale: l'olotipo maschile è stato rinvenuto nei pressi della cittadina di Montalvo, capoluogo del cantone omonimo.

## Tassonomia
Al 2015 non sono note sottospecie e non sono stati esaminati nuovi esemplari.